# BOB ABDeh 4/4
Die ABDeh 4/4 sind meterspurige Elektrotriebwagen der Berner Oberland-Bahn (BOB) in der Schweiz für gemischten Adhäsions- und Zahnradbetrieb, hergestellt von der Schweizerischen Lokomotiv- und Maschinenfabrik und von Brown, Boveri & Cie.

## Geschichte
Nach dem Zweiten Weltkrieg beschaffte die BOB erstmals Triebwagen. Im Jahre 1949 konnten drei neue Triebwagen bei der BOB in Betrieb genommen werden. Es wurden drei ABDeh 4/4 (301–303) abgeliefert. Man konnte somit die Fahrleistungen erheblich erhöhen und einen Teil der Leistungen der Lokomotiven HGe 3/3 übernehmen, jedoch konnten die Triebwagen nicht alle Leistungen der Lokomotiven übernehmen. Als im Jahre 1965 die neuen ABeh 4/4 I den Betrieb aufnahmen, konnten sie zusammen mit den ABDeh 4/4 den gesamten Betrieb mit Triebwagen abwickeln.
Im Jahre 1988 wurde der ABDeh 4/4 301 an die Meiringen-Innertkirchen-Bahn (MIB) vermietet, bis er im Jahre 1996 als Ersatzteilspender nach Zweilütschinen zurückkehrte.

## Betrieb
Im Jahre 1986, als die ABeh 4/4 II in Betrieb gesetzt wurden, wurden die ABDeh 4/4 in Reserve gestellt. Der 302 wurde zum Dienstfahrzeug und dem 303 hatte man einen Schneepflug anmontiert. Als 1996 der Triebwagen 301 von Meiringen zurückkehrte, wurde er als Ersatzteilspender abgebrochen.
Nachdem im Jahre 2017 die ABeh 4/4 I ausrangiert wurden und die ABeh 4/4 II in die Reserve verschoben wurden, hatten die ABDeh 4/4 keine Tätigkeit mehr und standen noch im Depot Zweilütschinen, wovon einer ausgehöhlt wurde und als Ersatzteilspender dient, obwohl geplant war die beiden Triebwagen 2018 abzubrechen (siehe Rollmaterialliste).
| 301 | 1949 |  | – | 1988–1996 an MIB vermietet, 1996 Abbruch           |
| 302 | 1949 |  | – | ex Dienstfahrzeug, noch erhalten in Zweilütschinen |
| 303 | 1949 |  | – | Abbruch 2019                                       |